# 14328 Granvik
14328 Granvik è un asteroide della fascia principale. Scoperto nel 1980, presenta un'orbita caratterizzata da un semiasse maggiore pari a 2,7814092 au e da un'eccentricità di 0,2472965, inclinata di 7,86552° rispetto all'eclittica.
L'asteroide è dedicato all'astronomo finlandese Mikael Granvik.